# Западный Ниас
Западный Ниас (индон. Nias Barat) — округ в провинции Северная Суматра. Административный центр — город Лахоми.

## История
Округ был выделен в 2008 году из округа Ниас.

## Население
Согласно оценке 2010 года, на территории округа проживало 81 461 человек.

## Административное деление
Округ делится на следующие районы:
- Лахоми
- Лолофиту-Мой
- Мандрехе
- Мандрехе-Барат
- Мандрехе-Утара
- Мороо
- Сиромбу
- Улу-Мороо